# Ракша, Юрий Михайлович
Юрий Михайлович Ракша (имя при рождении: Юрий Мефодьевич Теребилов; 2 декабря 1937 — 1 сентября 1980) — советский живописец, художник-постановщик кино.

## Биография
Юрий Михайлович Ракша (Теребилов) родился в городе Уфе в рабочей семье. Мать, Зоя Дмитриевна Теребилова (девичья фамилия — Треньхина; дед — казак Дмитрий Треньхин), работала разнорабочей на фанерном комбинате. Отец, Мефодий Артемьевич Теребилов, родом с Украины. Его семья была раскулачена и принудительно выслана в Белебей (Башкирская АССР). Там он устроился работать закупщиком в Торгсин. Ездил по деревням, меняя вещи и продукты на золото и драгоценности. Родители поселились на Цэсовской горе (ул. Ш. Руставели) в разгар строительства там новой промзоны.

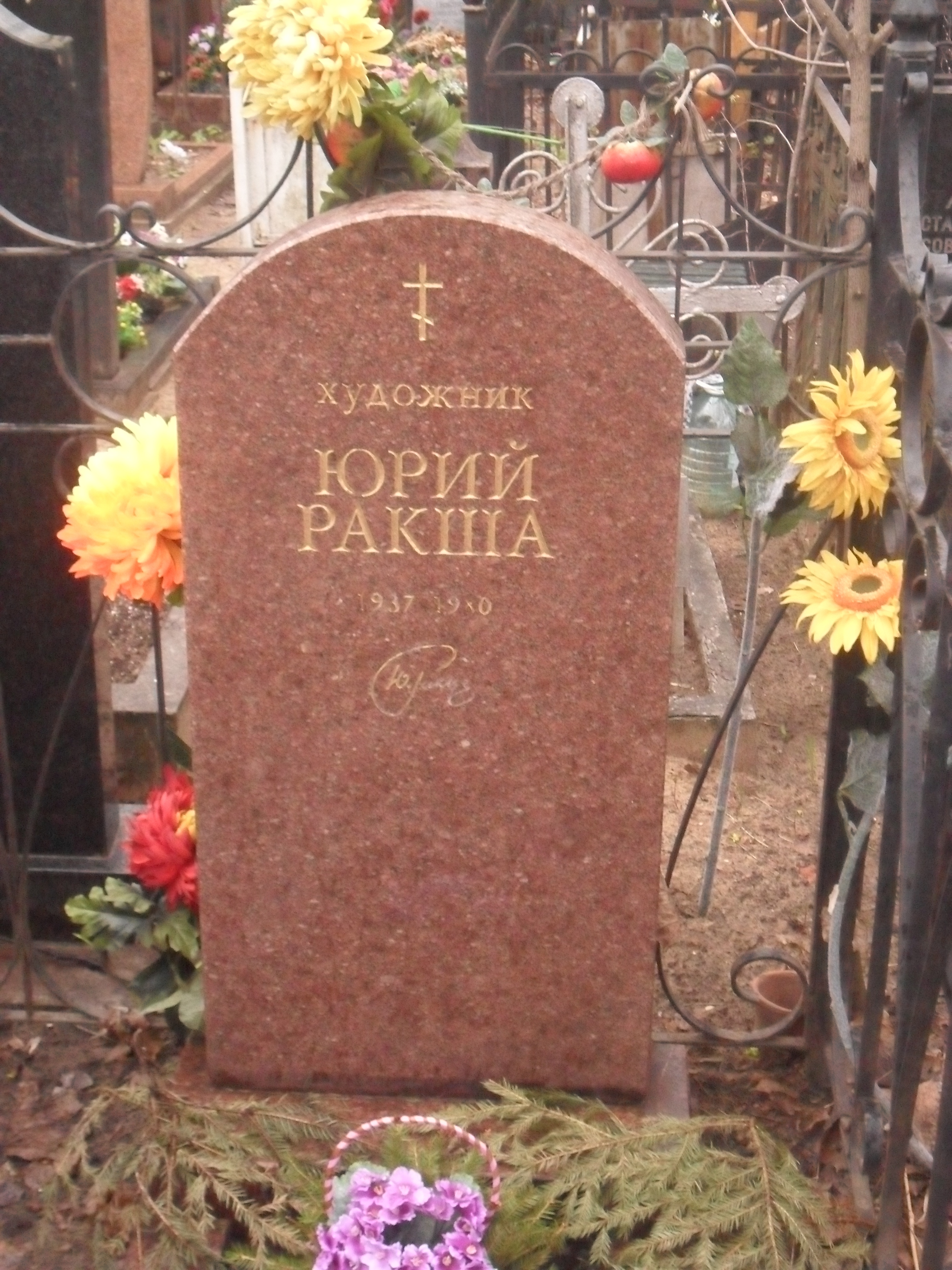
Могила Ракши на Ваганьковском кладбище.

Мефодий Артемьевич записал в свидетельстве о рождении сына отчество Михайлович, так как его самого в быту все звали Михаилом. Сестру Юрия, Валентину, записали уже по документам, поэтому она получила отчество Мефодьевна.
В 1939 году отца призвали на финскую войну. Перед Великой Отечественной войной Мефодий Артемьевич вынужден был оставить семью на десять лет и всё детство Юры прошло без отца.
В Уфе Юрий пошёл учиться в школу, летом пас коз.
С десяти лет Юрий занимался в уфимской изостудии ДК имени Калинина под руководством художника Г. В. Огородова.
В 1950 году отец увёз семью в УССР, куда его перевели служить с Сахалина. Вернулись в Уфу через три года. После 8-го класса Юра самостоятельно отправился учиться в Москву. В Москве поступил в среднюю художественную школу при институте имени В. И. Сурикова. Школу окончил с серебряной медалью.
В 1957—1963 годах Юрий учился на художественном факультете ВГИКа. После окончания учёбы он работал художником-постановщиком на «Мосфильме». Во время учёбы, в 1962 году, Юрий женился на студентке сценарного факультета Ирине Евгеньевне Ракше. Взял фамилию жены. Не имея средств на существования кроме стипендии, работал грузчиком на станции Москва-Сортировочная.
Первая работа в кино — «Время, вперёд!» (1965, совместно с А. Фрейдиным), в дальнейшем он оформил более десяти художественных фильмов. Работал с режиссёрами: М. А. Швейцером, Монаховым, А. Куросавой («Дерсу Узала»). Был художником-постановщиком фильма Ларисы Шепитько «Восхождение».
Ракша побывал в дальневосточной тайге, на площадках нефтяников, у геологов, на Байкало-Амурской магистрали. Он делал наброски, зарисовки и потом, возвратившись в Москву и обдумав увиденное, писал свои произведения (картина Разговор о будущем. 1979, х. м. 120×150). Юрий Ракша создал более двухсот живописных полотен, множество графических работ, сотни эскизов к фильмам, проиллюстрировал около двадцати книг.
Умер в 1980 году в Москве от острой формы лейкоза. Похоронен на Ваганьковском кладбище (19 уч.).
Семья: жена Ирина Евгеньевна (род. 1938), писатель, и дочь Анна, художник (1965—2017). Сестра — искусствовед Валентина Мефодьевна Сорокина (Теребилова) (род. 1940), главный хранитель Художественного музея имени М. В. Нестерова (Уфа).
Картины Ракши (более 200) хранятся в Третьяковской галерее, Башкирском государственном художественном музее имени М. В. Нестерова, частных собраниях.

## Творчество
Наиболее известные картины: «Воскресение» (1968), «Тыл» (1970), «Зимний полустанок» (1968), «Подснежники» (1967—1969), «Моя мама», «Современники», «Наша буровая», «Разговор о будущем», «Моя Ирина», «Продолжение», «Земляничная поляна» (1977), «Писатель Василий Шукшин» (1973), «Поэт Арсений Тарковский» (1978), «Рождённым — жить»; триптих «Поле Куликово» («Благословение на битву», «Проводы ополчения», «Предстояние») (1980).
В триптихе «Поле Куликово», в центральной его части «Предстояние», среди воинов, окруживших Дмитрия Донского, Ю. Ракша изобразил в образе Бренка писателя Василия Шукшина, а рядом — себя. «…в 1980-м, на полотне „Куликово поле“ Шукшин (с бородой) был написан художником в главной сцене. Перед началом сражения прощание двух друзей, Бренка (Шукшина) и князя Дмитрия (Юрия Ракши). Это их последний рассвет на берегах Непрядвы и Дона. Рассвет перед боем. Перед смертью и перед бессмертием. Так Шукшин в картине художника сыграл ещё одну свою роль — последнюю, „посмертную“» (Ирина Ракша).
На пресс-конференции после вручения фильму «Дерсу Узала» премии «Оскар» его режиссёр Акира Куросава сказал: 

Судьба всегда дарила мне лучших людей… Юрий Ракша, с которым мне посчастливилось работать, — самый опытный, самый талантливый профессионал и знаток своего дела. Поэтому, когда я начал работу над фильмом и искал художника-постановщика, мой выбор пал именно на него. Я и раньше видел в Японии на выставке его превосходные полотна… Кроме того, я уверен, что Юрий Ракша на сегодня — один из лучших русских художников…— режиссёр Акира Куросава

## Выставки
При жизни Юрий не имел ни одной персональной выставки. Все они состоялись после его смерти.
Работы Юрия Ракши экспонировались на девятнадцати выставках, в том числе и персональных, в Москве, Ленинграде, Загорске, Иркутске, Париже, Лондоне, Токио, а также в ГДР, Монголии, Польше, Нидерландах.